# صبير ضيق التويجية
صبير ضيق التويجية (الاسم العلمي:Opuntia stenopetala) هو نوع من النباتات يتبع جنس الصبير من الفصيلة الصبارية.